# هيورونس
بلدية هيورونس (بالإسبانية: Hurones)‏, هي إحدى بلديات مقاطعة برغش, التي تقع في منطقة قشتالة وليون, والتي تقع في شمال غرب إسبانيا.
يبلغ عدد سكانها 67 نسمة وفقاً لإحصائية سنة (2002).

## المعالم في البلدة

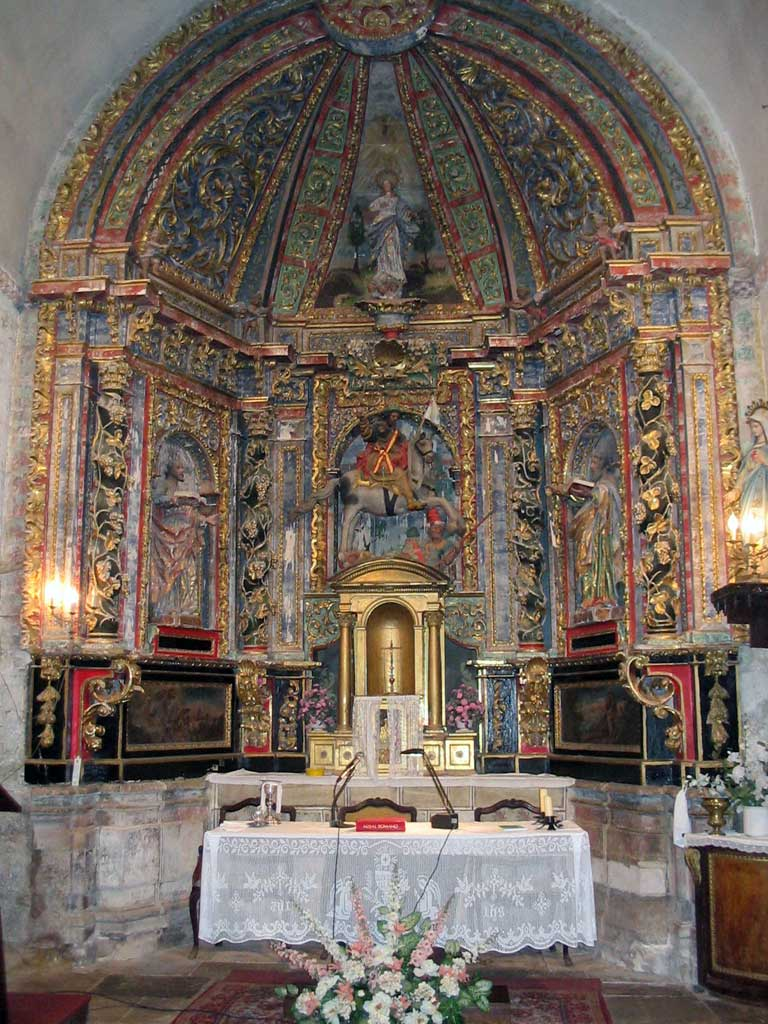
المذبح الرئيسي للكنيسة الرعية.

توجد كنيسة هورونس الرعوية بطراز رومانسكي وقد شيدتها مدرسة لا بوريبا في العقود الأولى من القرن الثالث عشر. على الرغم من أن الكنيسة تحتوي على إضافات من عصور لاحقة ، إلا أنها تحافظ على تصميمها الرومانسكي مع صحنها الوحيد الذي تعلوه حنية نصف دائرية.